# Tell Dibis
Tell Dibis (tiếng Ả Rập: تل دبس) là một ngôi làng Syria nằm ở Maarrat al-Nu'man Nahiyah ở huyện Maarrat al-Nu'man, Idlib. Theo Cục Thống kê Trung ương Syria (CBS), Tell Dibis có dân số năm 1829 trong cuộc điều tra dân số năm 2004.